# Carcelia corvinoides
Carcelia corvinoides är en tvåvingeart som först beskrevs av Wulp 1893.  Carcelia corvinoides ingår i släktet Carcelia och familjen parasitflugor. Inga underarter finns listade i Catalogue of Life.